# The Hole (curta-metragem)
The Hole é um filme de animação em curta-metragem estadunidense de 1962 dirigido e escrito por John Hubley e Faith Hubley. Venceu o Oscar de melhor curta-metragem de animação na edição de 1963.

## Elenco
- Dizzy Gillespie
- George Mathews